# Friedrich Haeseler
Friedrich Haeseler, nemški general in vojaški zdravnik, * 27. julij 1877, † 31. julij 1964.